# Willis Gaylord Clark
Pour les articles homonymes, voir Clark.
Willis Gaylord Clark, né le 5 octobre 1808 à Otisco (New York) et mort le 12 juin 1841 à Philadelphie en Pennsylvanie, est un poète américain. Il est le frère jumeau du journaliste et éditeur Lewis Gaylord Clark (en) (1810-1873).

## Œuvres
- The Spirit of Life and Other Poems (1833)
- Literary Remains (1844)